# 王良 (1964年)
王良（1964年6月—），男，山东乳山人。中华人民共和国政治人物，曾任山东省烟台市长、中共莱芜市委书记等职。

## 生平
1985年3月加入中国共产党。山东师范大学历史学毕业，中央党校研究生学历。历任共青团济南市历下区委书记、共青团济南市委副书记、济南市委常委、济南市副市长、烟台市市长等职。2013年7月至2018年3月，任中共莱芜市委书记。2018年1月，任山东省人大常委会副主任。